# Crossidium geheebii
Crossidium geheebii är en bladmossart som beskrevs av Brotherus 1902. Crossidium geheebii ingår i släktet Crossidium och familjen Pottiaceae. Inga underarter finns listade i Catalogue of Life.